# The One (musikalbum av Elton John)
The One är Elton Johns tjugotredje studioalbum, utgivet 1992. Det spelades in i Paris och producerades av Chris Thomas. David Gilmour spelar gitarr på "Understanding Women". Trummisen Nigel Olsson, Kiki Dee och gitarristen Davey Johnstone körar på några låtar.

## Låtlista
Alla låtar skrivna av Elton John och Bernie Taupin om inget annat anges.
1. "Simple Life" – 6:25
2. "The One" – 5:53
3. "Sweat it Out" – 6:38
4. "Runaway Train" – 5:23 (duett med Eric Clapton) (Elton John, Bernie Taupin, Olle Romo)
5. "Whitewash County" – 5:30
6. "The North" – 5:15
7. "When a Woman Doesn't Want You" – 4:56
8. "Emily" – 4:58
9. "On Dark Street" – 4:43
10. "Understanding Women" – 5:03
11. "The Last Song" – 3:21